# Baldevins bröllop
Baldevins bröllop (norska: Baldevins bryllup) är ett norskt folklustspel från 1900 av Vilhelm Krag. Det utspelar sig på Sørlandet och handlar om en hamnarbetare gifter sig med en rik änka.
I Norge gjordes en filmversion 1926 med Einar Sissener i huvudrollen, se Baldevins bryllup. I Sverige gjordes en filmversion 1938 med bland andra Edvard Persson och Dagmar Ebbesen i huvudrollerna, se Baldevins bröllop (film). Sten-Åke Cederhök och Rulle Lövgren spelade pjäsen i folkparkerna 1979 och även på Lisebergsteatern 1988.